# Gabriel Vasconcelos Ferreira
Gabriel Vasconcelos Ferreira, noto semplicemente come Gabriel (Unaí, 27 settembre 1992), è un calciatore brasiliano, portiere del Vitória.

## Carriera

### Club
Cresciuto nelle giovanili del Cruzeiro dal 2007 al 2010, è poi stato il terzo portiere della prima squadra dopo il titolare Fábio e Rafael. Con il club brasiliano ha vinto il Campionato Mineiro nel 2011.
Nel maggio del 2012 viene acquistato dal Milan, per una cifra pari a 0,7 milioni di euro. Ha scelto di indossare, per la stagione 2012-2013, la maglia numero 59. Nella prima stagione in rossonero non gioca partite ufficiali con la prima squadra ma viene impiegato nella formazione Primavera.
Esordisce con la maglia del Milan il 19 ottobre 2013, in occasione della partita di Serie A vinta per 1-0 in casa contro l'Udinese. Nella stagione 2013-2014 mette a referto 7 presenze in massima serie.
Il 1º settembre 2014 passa in prestito al Carpi, squadra militante in Serie B. Finita la stagione il club emiliano ottiene la promozione in Serie A e Gabriel viene eletto 4º miglior portiere del campionato.
Il 15 luglio 2015 passa al Napoli con la formula del prestito.
Il 1º ottobre fa il suo esordio in Europa League, nella vittoria per 2-0 contro il Legia Varsavia, valevole per la seconda giornata del girone D. Il 3 aprile 2016 debutta anche in campionato, in occasione della sfida persa per 1-3 sul campo dell'Udinese, parando un calcio di rigore a Bruno Fernandes ma commettendo un grave errore sulla seconda rete della squadra bianconera.
Terminato il prestito al Napoli, il giocatore torna al Milan: nel gennaio 2017 si trasferisce in prestito secco fino a giugno al Cagliari, che contestualmente cede a titolo definitivo alla squadra milanese Marco Storari. Terminato il prestito, rientra al Milan.
Il 30 gennaio 2018 passa in prestito fino a giugno all'Empoli. Finita la stagione, il club ottiene la promozione in Serie A e Gabriel viene eletto miglior portiere del campionato.
Terminato il prestito, rientra al Milan e il 17 agosto, ultimo giorno di calciomercato in entrata in Italia, si trasferisce a titolo definitivo al Perugia, con cui sottoscrive un contratto annuale.
Il 3 luglio 2019 firma con il Lecce un contratto biennale. Nel 2019-2020 disputa il suo primo campionato da titolare in Serie A, terminato con la retrocessione dei salentini. Nel corso del campionato di Serie B 2021-2022, in cui vince la Coppa Nexus ottenendo con i compagni il primo posto nel campionato di Serie B e la promozione in Serie A, disputa, il 23 gennaio 2022, la sua centesima partita con la maglia del club leccese.
Svincolatosi dal Lecce alla scadenza del contratto, il 12 luglio 2022 viene ingaggiato a titolo definitivo dal Coritiba, militante nella massima serie brasiliana. Nel marzo 2024 si trasferisce in prestito alla Juventude fino al 31 dicembre seguente. Nel gennaio 2025 si accasa al Vitória.

### Nazionale

#### Nazionali giovanili
Nel febbraio del 2011 ha vinto con la nazionale brasiliana Under-20 il campionato sudamericano di categoria disputato in Perù, durante il quale Gabriel ha disputato 8 delle 9 partite totali.
Nell'agosto successivo, sempre con l'Under-20, è stato convocato dal CT Ney Franco per partecipare al campionato mondiale di categoria vinto proprio dalla Seleção grazie alla vittoria contro il Portogallo allo stadio Nemesio Camacho per 3-2. In questa competizione Gabriel è stato schierato dal primo minuto in ogni partita.
Il 7 giugno 2012 è stato inserito nella lista dei 35 pre-convocati della nazionale olimpica per partecipare all'Olimpiade di Londra 2012 ma, un mese più tardi, è stato escluso dall'elenco finale dei 18 convocati venendo scelto come una delle 4 riserve. Il 24 luglio seguente, a causa dell'infortunio del titolare Rafael, entra a far parte della lista principale. Fa la sua entrata nel match contro la Nuova Zelanda, terminato sul punteggio di 3-0 per i brasiliani. La compagine verdeoro ha ottenuto la medaglia d'argento, venendo sconfitta in finale dal Messico per 2-1; in totale, in questa competizione, Gabriel ha giocato 4 partite, subendo altrettante reti.

#### Nazionale maggiore
Viene convocato per la prima volta nella nazionale maggiore brasiliana da Mano Menezes nell'agosto 2010, per un periodo di allenamenti svoltosi dal 2 all'8 settembre 2010 a Barcellona. Il 15 agosto 2012, a Solna, debutta la nazionale maggiore, in occasione della vittoria per 3-0 nell'amichevole contro la Svezia.

## Statistiche

### Presenze e reti nei club
Statistiche aggiornate all'8 dicembre 2024.
| Stagione        | Squadra         | Campionato      | Campionato | Campionato | Coppe nazionali | Coppe nazionali | Coppe nazionali | Coppe continentali | Coppe continentali | Coppe continentali | Altre coppe | Altre coppe | Altre coppe | Totale | Totale |
| Stagione        | Squadra         | Comp            | Pres       | Reti       | Comp            | Pres            | Reti            | Comp               | Pres               | Reti               | Comp        | Pres        | Reti        | Pres   | Reti   |
| --------------- | --------------- | --------------- | ---------- | ---------- | --------------- | --------------- | --------------- | ------------------ | ------------------ | ------------------ | ----------- | ----------- | ----------- | ------ | ------ |
| 2010            | Cruzeiro        | A               | 0          | 0          | -               | -               | -               | CL                 | 0                  | 0                  | -           | -           | -           | 0      | 0      |
| 2011            | Cruzeiro        | MI/MG+A         | 0          | 0          | -               | -               | -               | CL                 | 0                  | 0                  | -           | -           | -           | 0      | 0      |
| gen.-giu. 2012  | Cruzeiro        | A               | 0          | 0          | CB              | 0               | 0               | -                  | -                  | -                  | -           | -           | -           | 0      | 0      |
| Totale Cruzeiro | Totale Cruzeiro | Totale Cruzeiro | 0          | 0          |                 | 0               | 0               |                    | 0                  | 0                  |             | -           | -           | 0      | 0      |
| 2012-2013       | Milan           | A               | 0          | 0          | CI              | 0               | 0               | UCL                | 0                  | 0                  | -           | -           | -           | 0      | 0      |
| 2013-2014       | Milan           | A               | 7          | -10        | CI              | 0               | 0               | UCL                | 0                  | 0                  | -           | -           | -           | 7      | -10    |
| 2014-2015       | Carpi           | B               | 39         | -23        | CI              | -               | -               | -                  | -                  | -                  | -           | -           | -           | 39     | -23    |
| 2015-2016       | Napoli          | A               | 1          | -3         | CI              | -               | -               | UEL                | 3                  | -2                 | -           | -           | -           | 4      | -5     |
| 2016-gen. 2017  | Milan           | A               | 0          | 0          | CI              | 0               | 0               | -                  | -                  | -                  | SI          | 0           | 0           | 0      | 0      |
| gen.-giu. 2017  | Cagliari        | A               | 3          | -7         | CI              | -               | -               | -                  | -                  | -                  | -           | -           | -           | 3      | -7     |
| 2017-gen. 2018  | Milan           | A               | 0          | 0          | CI              | 0               | 0               | UEL                | -                  | -                  | -           | -           | -           | 0      | 0      |
| Totale Milan    | Totale Milan    | Totale Milan    | 7          | -10        |                 | 0               | 0               |                    | 0                  | 0                  |             | 0           | 0           | 7      | -10    |
| gen.-giu. 2018  | Empoli          | B               | 16         | -14        | CI              | -               | -               | -                  | -                  | -                  | -           | -           | -           | 16     | -14    |
| 2018-2019       | Perugia         | B               | 36+1       | -49 + -4   | CI              | -               | -               | -                  | -                  | -                  | -           | -           | -           | 37     | -53    |
| 2019-2020       | Lecce           | A               | 34         | -76        | CI              | 1               | 0               | -                  | -                  | -                  | -           | -           | -           | 35     | -76    |
| 2020-2021       | Lecce           | B               | 38+2       | -47 + -2   | CI              | 0               | 0               | -                  | -                  | -                  | -           | -           | -           | 40     | -49    |
| 2021-2022       | Lecce           | B               | 31         | -24        | CI              | 2               | -4              | -                  | -                  | -                  | -           | -           | -           | 33     | -28    |
| Totale Lecce    | Totale Lecce    | Totale Lecce    | 103+2      | -147 + -2  |                 | 3               | -4              |                    | -                  | -                  |             | -           | -           | 108    | -153   |
| 2022            | Coritiba        | A               | 13         | -19        | CB              | -               | -               | -                  | -                  | -                  | -           | -           | -           | 13     | -19    |
| 2023            | Coritiba        | A1/PR+A         | 12+31      | -8 + -60   | CB              | 4               | -6              | -                  | -                  | -                  | -           | -           | -           | 47     | -74    |
| gen.-mar. 2024  | Coritiba        | A1/PR           | 2          | -4         | CB              | 0               | 0               | -                  | -                  | -                  | -           | -           | -           | 2      | -4     |
| Totale Coritiba | Totale Coritiba | Totale Coritiba | 58         | -91        |                 | 4               | -6              |                    | -                  | -                  |             | -           | -           | 62     | -97    |
| 2024            | Juventude       | PD/RS+A         | 5+34       | -4 + -49   | CB              | 7               | -11             | -                  | -                  | -                  | -           | -           | -           | 46     | -64    |
| Totale carriera | Totale carriera | Totale carriera | 305        | -403       |                 | 14              | -21             |                    | 3                  | -2                 |             | 0           | 0           | 322    | -426   |

### Cronologia presenze in nazionale
| Cronologia completa delle presenze e delle reti in nazionale ― Brasile | Cronologia completa delle presenze e delle reti in nazionale ― Brasile | Cronologia completa delle presenze e delle reti in nazionale ― Brasile | Cronologia completa delle presenze e delle reti in nazionale ― Brasile | Cronologia completa delle presenze e delle reti in nazionale ― Brasile | Cronologia completa delle presenze e delle reti in nazionale ― Brasile | Cronologia completa delle presenze e delle reti in nazionale ― Brasile | Cronologia completa delle presenze e delle reti in nazionale ― Brasile |
| Data                                                                   | Città                                                                  | In casa                                                                | Risultato                                                              | Ospiti                                                                 | Competizione                                                           | Reti                                                                   | Note                                                                   |
| ---------------------------------------------------------------------- | ---------------------------------------------------------------------- | ---------------------------------------------------------------------- | ---------------------------------------------------------------------- | ---------------------------------------------------------------------- | ---------------------------------------------------------------------- | ---------------------------------------------------------------------- | ---------------------------------------------------------------------- |
| 15-8-2012                                                              | Solna                                                                  | Svezia                                                                 | 0 – 3                                                                  | Brasile                                                                | Amichevole                                                             | -                                                                      |                                                                        |
| Totale                                                                 |                                                                        | Presenze                                                               | 1                                                                      |                                                                        | Reti                                                                   | 0                                                                      |                                                                        |

| Cronologia completa delle presenze e delle reti in nazionale ― Brasile Olimpica | Cronologia completa delle presenze e delle reti in nazionale ― Brasile Olimpica | Cronologia completa delle presenze e delle reti in nazionale ― Brasile Olimpica | Cronologia completa delle presenze e delle reti in nazionale ― Brasile Olimpica | Cronologia completa delle presenze e delle reti in nazionale ― Brasile Olimpica | Cronologia completa delle presenze e delle reti in nazionale ― Brasile Olimpica | Cronologia completa delle presenze e delle reti in nazionale ― Brasile Olimpica | Cronologia completa delle presenze e delle reti in nazionale ― Brasile Olimpica |
| Data                                                                            | Città                                                                           | In casa                                                                         | Risultato                                                                       | Ospiti                                                                          | Competizione                                                                    | Reti                                                                            | Note                                                                            |
| ------------------------------------------------------------------------------- | ------------------------------------------------------------------------------- | ------------------------------------------------------------------------------- | ------------------------------------------------------------------------------- | ------------------------------------------------------------------------------- | ------------------------------------------------------------------------------- | ------------------------------------------------------------------------------- | ------------------------------------------------------------------------------- |
| 1-8-2012                                                                        | Newcastle upon Tyne                                                             | Brasile                                                                         | 3 – 0                                                                           | Nuova Zelanda                                                                   | Olimpiade 2012 - 1º turno                                                       | 0                                                                               |                                                                                 |
| 4-8-2012                                                                        | Newcastle upon Tyne                                                             | Brasile                                                                         | 3 – 2                                                                           | Honduras                                                                        | Olimpiade 2012 - Quarti di finale                                               | -2                                                                              |                                                                                 |
| 7-8-2012                                                                        | Manchester                                                                      | Corea del Sud                                                                   | 0 – 3                                                                           | Brasile                                                                         | Olimpiade 2012 - Semifinale                                                     | 0                                                                               |                                                                                 |
| 11-8-2012                                                                       | Londra                                                                          | Brasile                                                                         | 1 – 2                                                                           | Messico                                                                         | Olimpiade 2012 - Finale                                                         | -2                                                                              |                                                                                 |
| Totale                                                                          |                                                                                 | Presenze                                                                        | 4                                                                               |                                                                                 | Reti                                                                            | -4                                                                              |                                                                                 |

| Cronologia completa delle presenze e delle reti in nazionale ― Brasile under 20 | Cronologia completa delle presenze e delle reti in nazionale ― Brasile under 20 | Cronologia completa delle presenze e delle reti in nazionale ― Brasile under 20 | Cronologia completa delle presenze e delle reti in nazionale ― Brasile under 20 | Cronologia completa delle presenze e delle reti in nazionale ― Brasile under 20 | Cronologia completa delle presenze e delle reti in nazionale ― Brasile under 20 | Cronologia completa delle presenze e delle reti in nazionale ― Brasile under 20 | Cronologia completa delle presenze e delle reti in nazionale ― Brasile under 20 |
| Data                                                                            | Città                                                                           | In casa                                                                         | Risultato                                                                       | Ospiti                                                                          | Competizione                                                                    | Reti                                                                            | Note                                                                            |
| ------------------------------------------------------------------------------- | ------------------------------------------------------------------------------- | ------------------------------------------------------------------------------- | ------------------------------------------------------------------------------- | ------------------------------------------------------------------------------- | ------------------------------------------------------------------------------- | ------------------------------------------------------------------------------- | ------------------------------------------------------------------------------- |
| 17-1-2011                                                                       | Tacna                                                                           | Brasile under 20                                                                | 4 – 2                                                                           | Paraguay under 20                                                               | Sudamericano Under-20 2011 - 1º turno                                           | -2                                                                              |                                                                                 |
| 20-1-2011                                                                       | Tacna                                                                           | Colombia under 20                                                               | 1 – 3                                                                           | Brasile under 20                                                                | Sudamericano Under-20 2011 - 1º turno                                           | -1                                                                              |                                                                                 |
| 23-1-2011                                                                       | Tacna                                                                           | Brasile under 20                                                                | 1 – 1                                                                           | Bolivia under 20                                                                | Sudamericano Under-20 2011 - 1º turno                                           | -1                                                                              |                                                                                 |
| 31-1-2011                                                                       | Arequipa                                                                        | Cile under 20                                                                   | 1 – 5                                                                           | Brasile under 20                                                                | Sudamericano Under-20 2011 - Girone finale                                      | -1                                                                              |                                                                                 |
| 3-2-2011                                                                        | Arequipa                                                                        | Brasile under 20                                                                | 2 – 0                                                                           | Colombia under 20                                                               | Sudamericano Under-20 2011 - Girone finale                                      | -                                                                               |                                                                                 |
| 6-2-2011                                                                        | Arequipa                                                                        | Argentina under 20                                                              | 2 – 1                                                                           | Brasile under 20                                                                | Sudamericano Under-20 2011 - Girone finale                                      | -1                                                                              |                                                                                 |
| 9-2-2011                                                                        | Arequipa                                                                        | Ecuador under 20                                                                | 0 – 1                                                                           | Brasile under 20                                                                | Sudamericano Under-20 2011 - Girone finale                                      | -                                                                               |                                                                                 |
| 12-2-2011                                                                       | Arequipa                                                                        | Uruguay under 20                                                                | 0 – 6                                                                           | Brasile under 20                                                                | Sudamericano Under-20 2011 - Finale                                             | -                                                                               | 11º titolo                                                                      |
| 12-7-2011                                                                       | Teresópolis                                                                     | Brasile under 20                                                                | 3 – 0                                                                           | Arabia Saudita under 20                                                         | Amichevole                                                                      | -                                                                               |                                                                                 |
| 29-7-2011                                                                       | Barranquilla                                                                    | Brasile under 20                                                                | 1 – 1                                                                           | Egitto under 20                                                                 | Mondiali Under-20 2011 - 1º turno                                               | -1                                                                              |                                                                                 |
| 1-8-2011                                                                        | Barranquilla                                                                    | Brasile under 20                                                                | 3 – 0                                                                           | Austria under 20                                                                | Mondiali Under-20 2011 - 1º turno                                               | -                                                                               |                                                                                 |
| 4-8-2011                                                                        | Barranquilla                                                                    | Brasile under 20                                                                | 4 – 0                                                                           | Panama under 20                                                                 | Mondiali Under-20 2011 - 1º turno                                               | -                                                                               |                                                                                 |
| 10-8-2011                                                                       | Barranquilla                                                                    | Brasile under 20                                                                | 3 – 0                                                                           | Arabia Saudita under 20                                                         | Mondiali Under-20 2011 - Ottavi di finale                                       | -                                                                               |                                                                                 |
| ?-8-2011                                                                        | Pereira                                                                         | Brasile under 20                                                                | 2 – 2 dts (4 – 2 dtr)                                                           | Spagna under 20                                                                 | Mondiali Under-20 2011 - Quarti di finale                                       | -2                                                                              |                                                                                 |
| 17-8-2011                                                                       | Pereira                                                                         | Brasile under 20                                                                | 2 – 0                                                                           | Messico under 20                                                                | Mondiali Under-20 2011 - Semifinale                                             | -                                                                               |                                                                                 |
| 20-8-2011                                                                       | Bogotà                                                                          | Portogallo under 20                                                             | 2 – 3 dts                                                                       | Brasile under 20                                                                | Mondiali Under-20 2011 - Finale                                                 | -2                                                                              | 5º titolo                                                                       |
| Totale                                                                          |                                                                                 | Presenze                                                                        | 16                                                                              |                                                                                 | Reti                                                                            | -12                                                                             |                                                                                 |

## Palmarès

### Club

#### Competizioni statali
- Campionato Mineiro: 1

Cruzeiro: 2011

#### Competizioni nazionali
- Campionato italiano di Serie B: 3

Carpi: 2014-2015
Empoli: 2017-2018
Lecce : 2021-2022
- Supercoppa italiana: 1

Milan: 2016

### Nazionale
- Campionato sudamericano Under-20: 1

Perù 2011
- Campionato mondiale Under-20: 1

Colombia 2011
- Argento olimpico: 1

Londra 2012